# Ibrahima Bangoura
Ibrahima Bangoura (Conakry, 8 dicembre 1982) è un ex calciatore guineano, di ruolo centrocampista.

## Biografia
È cugino di Ismaël Bangoura, anch'egli calciatore professionista.

## Carriera

### Club

#### Istres
Nato a Conakry, capitale della Guinea, cresce calcisticamente nella squadra locale dell'Athlético de Coléah, per poi trasferirsi in Francia, all'Istres, dove rimane fino al 2001.

#### Troyes
Nel 2002 viene prelevato dal Troyes che lo fa dapprima integrare nella squadra riserve, il Troyes 2, per poi cederlo in prestito nel gennaio 2003 al Wasquehal, dove può giocare con più continuità.
Tornato dal prestito, Bangoura diventa progressivamente un titolare del Troyes ed è uno dei protagonisti della promozione in Ligue 1 dei bianco-blu, insieme a giocatori come Bafétimbi Gomis e Blaise Matuidi, al termine della Ligue 2 2004-2005.
Rimane al Troyes fino al gennaio 2009, collezionando 101 presenze e 8 reti in campionato.

#### Denizlispor
Nel corso della sessione invernale del calciomercato 2009 Bangoura viene acquistato dai turchi del Denizlispor per 300 mila euro, firmando un contratto da due anni e mezzo. Dopo aver completato la stagione 2008-2009, rimane anche nella successiva, al termine della quale la squadra retrocede.

#### Konyaspor e Xəzər-Lənkəran
Dopo aver lasciato il Denizlispor nel 2010, Bangoura resta in Turchia, aggregandosi al Konyaspor ma dopo poche presenze si trasferisce in Azerbaigian, al Xəzər-Lənkəran, dove tuttavia rescinde il proprio contratto dopo appena tre mesi.

#### Djoliba
Nel 2011 ritorna in Africa per diventare un nuovo giocatore del Djoliba con cui conquista il Campionato maliano 2011-2012.

#### Iraklis e ritiro
Nel 2012-2013 milita per una stagione all'Iraklis, club di seconda divisione greca. Dopo aver segnato un gol in 9 partite, lascia Salonicco e si trasferisce al Cacereño, nelle serie minori spagnole. Con la compagine estremegna non riesce tuttavia mai a scendere in campo e rescinde così il contratto nel dicembre 2013, concludendo di fatto la propria carriera calcistica nelle squadre di club.

### Nazionale
Bangoura entra nel giro della nazionale maggiore della Guinea nel 2005 e l'anno dopo partecipa alla Coppa delle nazioni africane 2006, conclusa ai quarti di finale per gli Elefanti nazionali. Nonostante avesse smesso di giocare in squadre di club dal dicembre 2013, Bangoura viene comunque convocato per gli incontri internazionali con la Guinea fino al 2015.

## Palmarès
- Campionato maliano di calcio: 1

Djoliba: 2011-2012